# Gian Domenico Catalano
Gian Domenico Catalano (Gallipoli, ... – ...; fl. XVI-XVII secolo) è stato un pittore italiano attivo tra il XVI e XVII secolo.

## Biografia
Sulla vita del pittore non sono pervenute molte informazioni e quelle presenti sono molto lacunose: non si conosce né il giorno della nascita, né quello della morte. Altre informazioni sono ricavabili dalle stesse opere del maestro, che ci rivelano un pittore ancora immerso nel clima della scuola veneziana del 1600, un ambiente molto apprezzato tanto che il pittore si recò spesso a Venezia per istruirsi.
Egli realizzò moltissime opere in tutto il Salento e da qui emerge che operò intensamente e continuamente tra la fine del 1550 e gli inizi del 1600. Catalano fu molto apprezzato e fu definito "eccellente pittore dal pennello d'oro" e fu chiamato da moltissimi vescovi ed ecclesiastici a Gallipoli, dove operò nella chiesa del Carmine, di San Domenico, di San Francesco (Annunciazione, Assunzione, Circoncisione, San Diego), di Santa Chiara (Annunciazione, Natività, Crocefisso), di Santa Maria degli Angeli (Madonna e angeli) e nella Basilica di Gallipoli la Madonna coi santissimi Giovanni e Andrea; a Lecce dipinse la Madonna con Bambino e angeli e la Vergine dell'Aiuto, Assunta. Operò infine nelle città limitrofe a Gallipoli, come Alezio e Presicce dove lasciò indelebile il suo passaggio. Ebbe come maestro Gianserio Strafella da Copertino ed egli stesso fu maestro dei noti pittori Giovanni Andrea Coppola e Giuseppe Ribera (entrambi gallipolini).

## Opere
1. Alezio, chiesa della Lizza, Il Vescovo Capece supplica San Carlo Borromeo per la protezione di Gallipoli
2. Casarano, chiesa parrocchiale, Madonna del Rosario
3. Copertino, chiesa dei Domenicani, Madonna del Rosario
4. Felline, chiesa parrocchiale, Madonna del Rosario
5. Gagliano del Capo, Madonna del Rosario
6. Galatina, chiesa Parrocchiale, Madonna col Bambino
7. Gallipoli, Cattedrale, Madonna col Bambino e i Santi Giovanni Battista e Andrea
8. Gallipoli, Episcopio, Madonna degli angeli
9. Gallipoli, chiesa del Rosario, San Domenico
10. Gallipoli, chiesa del Rosario, San Tommaso
11. Gallipoli, chiesa del Rosario, Preparativi per la Crocifissione
12. Gallipoli, chiesa del Rosario, Annunciazione e miracolo di Santa Maria Maggiore
13. Gallipoli, chiesa del Rosario, Circoncisione
14. Gallipoli, chiesa del Rosario, Madonna col Bambino e i Santi Giovanni e Pietro Martire
15. Gallipoli, chiesa del Rosario, Annunciazione (dittico)
16. Gallipoli, chiesa del Rosario, Padre Eterno
17. Gallipoli, chiesa del Rosario, Storie di Giuseppe Ebreo: Giuseppe venduto dai fratelli
18. Gallipoli, chiesa del Rosario, Storie di Giuseppe Ebreo: Giuseppe e la moglie di Putifarre
19. Gallipoli, chiesa del Rosario, Storie di Giuseppe Ebreo: Giuseppe condotto in prigione
20. Gallipoli, chiesa del Rosario, Storie di Giuseppe Ebreo: Giuseppe fa accusare di furto Beniamino
21. Gallipoli, chiesa di San Francesco, Annunciazione, San Francesco e committente
22. Gallipoli, chiesa di San Francesco, Dormitio et Assumptio Virginis con le Sante Caterina d'Alessandria e Lucia
23. Gallipoli, chiesa di San Francesco, Sant'Antonio Abate
24. Gallipoli, chiesa di San Francesco, San Diego d'Alcalà e committenti
25. Gallipoli, chiesa di San Francesco, Presentazione di Gesù al Tempio
26. Gallipoli, chiesa di San Gabriele dell'Addolorata, Crocifisso
27. Gallipoli, chiesa di San Giuseppe (Clarisse), Adorazione dei pastori
28. Gallipoli, chiesa di San Giuseppe (Clarisse), Madonna col Bambino e i Santi Pietro, Paolo, Francesco e Chiara
29. Gallipoli, chiesa di San Giuseppe (Clarisse), Meditazione sul crocifisso
30. Gallipoli, chiesa di San Giuseppe (Clarisse), Annunciazione con San Carlo Borromeo
31. Gallipoli, chiesa di San Giuseppe (Clarisse), Martirio di Santa Caterina d'Alessandria
32. Gallipoli, chiesa di Santa Maria ad nives, San Francesco di Paola
33. Lecce, Basilica del Rosario, Dormitio Virginis
34. Lecce, Basilica del Rosario, Sant'Agata martire
35. Lecce, Basilica del Rosario, Santa Marina martire
36. Lecce, chiesa di Santa Maria degli Angeli, San Carlo Borromeo
37. Lecce, Museo Diocesano, Assunta
38. Lequile, chiesa dell'Assunta, Adorazione dei Magi
39. Lequile, chiesa dell'Assunta, Immacolata e i Santi Francesco e Chiara
40. Matino, chiesa del Rosario, Annunciazione
41. Matino, chiesa del Rosario, Madonna col Bambino in trono e i Santi Domenico e Pietro Martire
42. Matino chiesa del Rosario, San Domenico orante
43. Muro Leccese, chiesa Maria S.S. Annunziata, Il Perdono di Assisi (attr.)
44. Poggiardo chiesa parrocchiale, Battesimo di Cristo
45. Poggiardo, chiesa parrocchiale, San Carlo Borromeo
46. Presicce, chiesa parrocchiale, Martirio di Sant'Andrea
47. Scorrano, chiesa dei Cappuccini, Andata al Calvario
48. Seclì, chiesa madre, Madonna del Rosario
49. Specchia, chiesa matrice, Annunciazione e committenti
50. Squinzano, chiesa di San Nicola, Trittico della Regina Martyrum (tela centrale)
51. Squinzano, chiesa di San Nicola, Trittico della Regina Martyrum (tela sinistra)
52. Squinzano, chiesa di San Nicola, Trittico della Regina Martyrum (tela destra)
53. Squinzano, chiesa di San Nicola, San Francesco e le anime purganti
54. Squinzano, chiesa di San Nicola, Annunciazione
55. Surbo, chiesa parrocchiale, San Carlo Borromeo
56. Tricase, chiesa madre, San Carlo Borromeo
57. Tricase, chiesa di San Domenico, San Domenico predica sulla circoncisione di Gesù